# Cappellone degli Spagnoli

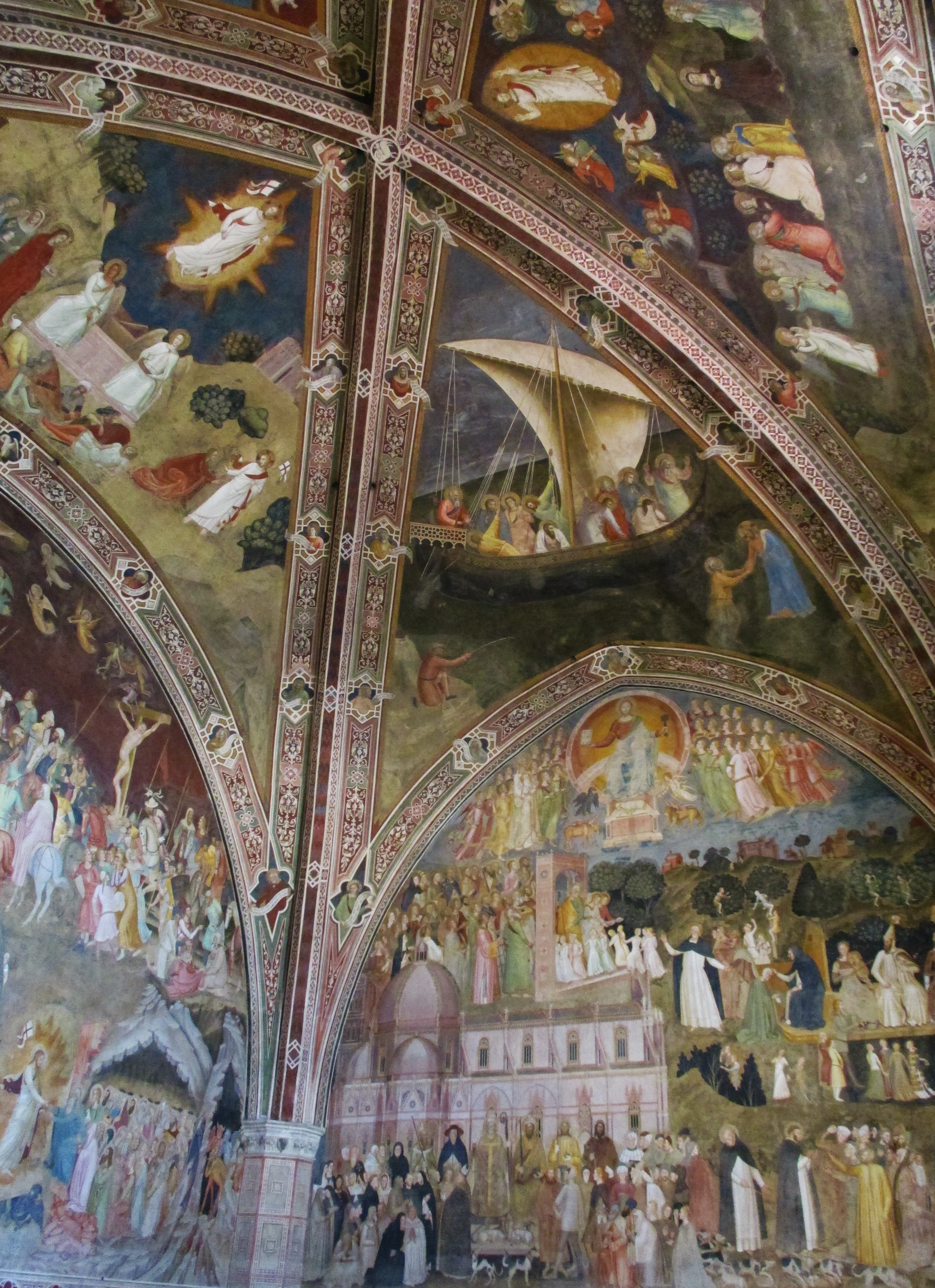
Interno

Il cappellone degli Spagnoli è l'antica sala capitolare della chiesa di Santa Maria Novella a Firenze. Famoso per il ricco ciclo di affreschi di Andrea di Bonaiuto (1365-1367), assunse il nome attuale nel 1566, quando fu ceduta alla colonia di spagnoli che era solita radunarsi qui, sin dall'arrivo in città al seguito di Eleonora di Toledo, andata in sposa a Cosimo I dei Medici nel 1539. 
Vi si accede dal Chiostro Verde, ed oggi fa parte del Museo di Santa Maria Novella.

## Storia

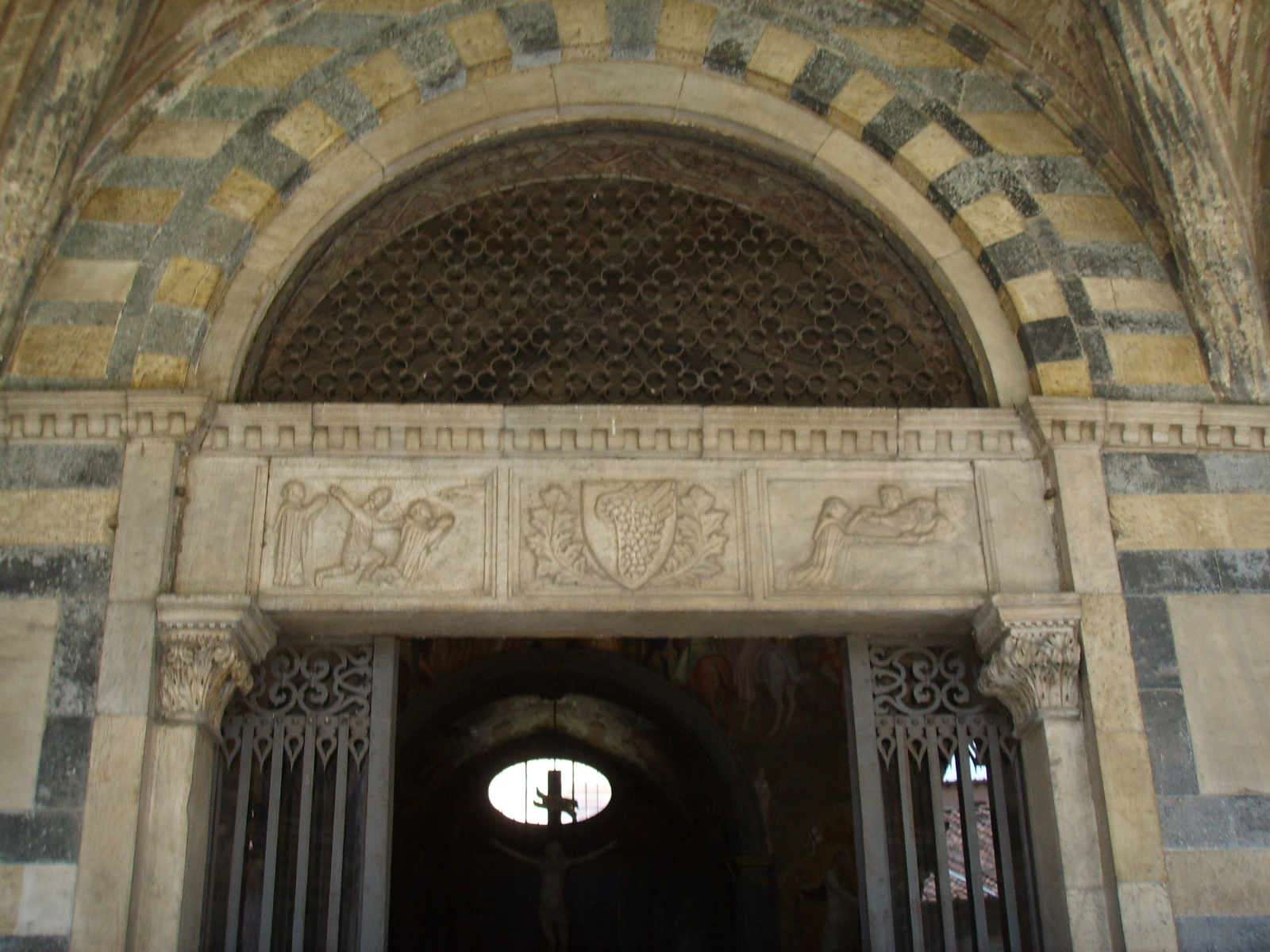
Il portale di accesso

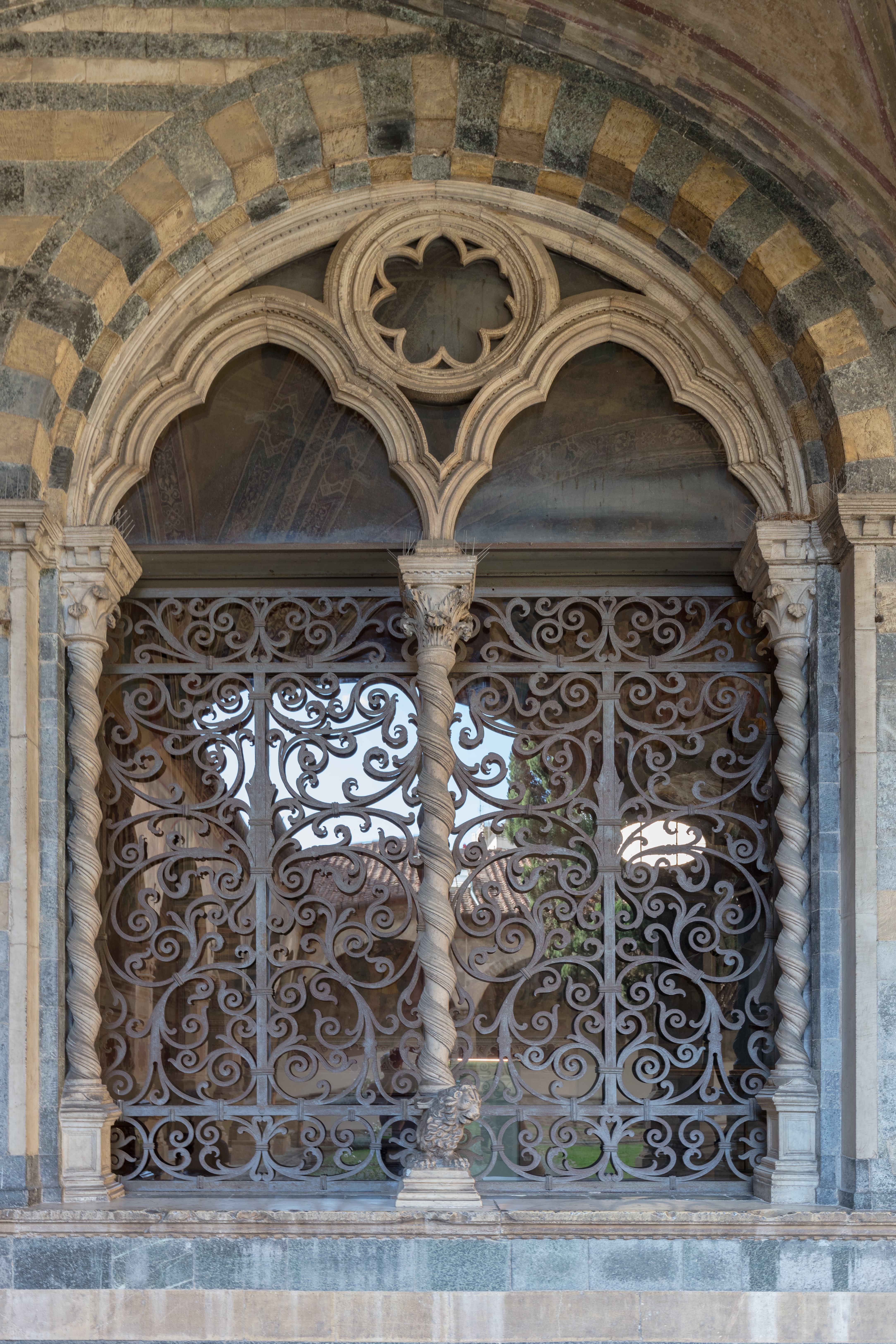
Finestra

La cappella è più o meno coeva all'ultima fase di costruzione della chiesa, e fu realizzata tra il 1343 e il 1355 circa da fra' Jacopo Talenti, autore anche del sottile campanile. Venne finanziata con lascito testamentario da Buonamico Guidalotti, detto Mico, il cui stemma ricorre alla base della volta, poco sopra i pilastri laterali. Oltre a lasciare una somma per coprire le spese di edificazione, il Guidalotti si impegnò anche per dotarla di affreschi, che vennero però messi in opera solo una decina d'anni dopo il termine dei lavori edilizi. È comunque possibile che pittori di origine fiorentina o senese vi avessero iniziato a lavorare prima, e che il loro lavoro finisse poi coperto dalla redazione definitiva che ancora oggi si vede. 
Gli affreschi vennero dipinti dal 1365 al 1367, da Andrea di Bonaiuto e vari collaboratori, sotto il priorato di Zanobi Guasconi, con un programma iconografico già definito dal priore precedente, fra' Jacopo Passavanti. Essi raffrigurano la Passione, la morte e la resurrezione di Gesù Cristo, la missione dell'ordine domenicano nella Chiesa per diffondere e sostenere la dottrina del sacrificio divino e, sulla parete di ingresso, le vicende della vita di san Pietro da Verona, attivo nella predicazione anche a Firenze attorno alla metà del Duecento.
La destinazione alle funzioni religiose per gli spagnoli fu decretata da Cosimo I nel 1566 a favore della moglie spagnola Eleonora di Toledo: risale a quell'epoca la decorazione della scarsella-abside con l'altare, con affreschi sulle pareti e sulla volta della cerchia di Alessandro Allori, così come la pala d'altare raffigurante San Jacopo condotto al martirio guarisce un paralitico, di mano del maestro (1592).
Nel 1735-1736 Agostino Veracini restaurò le pitture ridipingendone larghe parti, rispettando per lo meno lo stile trecentesco. Un importante restauro venne effettuato tra il 1960 e il 1965, ma solo un anno dopo l'alluvione di Firenze provocò ingenti danni che resero necessari ulteriori restauri, al termine dei quali gli affreschi si presentarono con ritrovato splendore.
Il polittico di Bernardo Daddi, oggi in una vicina sala del museo, si trovava su questo altare.

## Descrizione

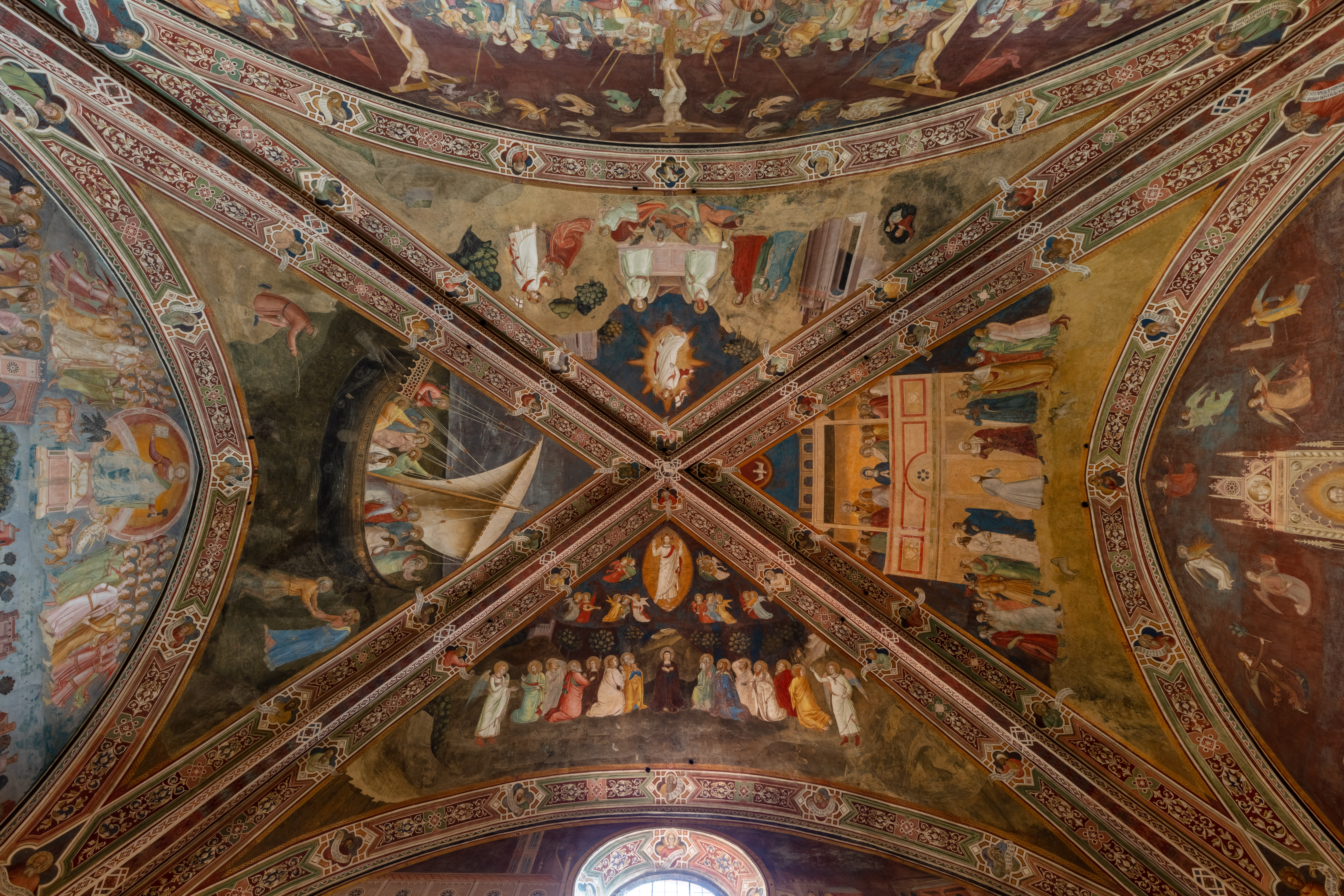
Soffitto

Vi si accede attraverso un portale con architrave scolpita, opera forse del Talenti stesso, con il Martirio e l'Ascesa di san Pietro Martire. L'illuminazione è assicurata da un'elegante bifora verso il chiostro, e da un oculo sull'altare. 
Si tratta di un'aula un'unica grande campata di una volta a crociera a sesto acuto con costoloni bicromi, sorretta agli angoli da quattro pilastri ottagonali. A forma rettangolare, verso ovest ha una scarsella dove è contenuto l'altare ed un crocifisso marmoreo di Domenico Pieratti dei primi anni del Seicento, donato nel 1731 da Gian Gastone de' Medici. Sull'altare si trovava un tempo il polittico di Bernardo Daddi, ora esposto nel refettorio. 
Le decorazioni di questa zona sono del 1592 e furono eseguiti da Alessandro Allori e Bernardino Poccetti. Al primo spettano, col ricorso ad aiuti di bottega, la pala sulla parete di fondo, con San Jacopo condotto al martirio che guarisce un paralitico, e i sei santi spagnoli af affresco sulle pareti laterali, sormontati da scene a monocromo della loro vita. Da sinistra vedono San Vincenzo Ferrer e Sant'Ermenegildo, al centro San Lorenzo e San Domenico, e a destra San Vincenzo Martire e Sant'Isidoro, questi ultimi con al centro una rappresentazione della Battaglia di Re Ramiro, che fece sconfiggere agli spagnoli il califfo Abd al-Rahman III, grazie all'intercessione di san Jacopo.
Al Poccetti spetta la volta, con Scene della vita di san Jacopo, lo stemma di Spagna e le allegorie della Preghiera, della Religione e dei Quattro continenti. 
A questa fase risalgono anche le lastre tombali sul pavimento, tutte riferibili a nobiluomini spagnoli vissuti a Firenze a parte quella più antica davanti ai gradini dell'altare, del benefattore Mico Guidalotti.

### Il ciclo affrescato

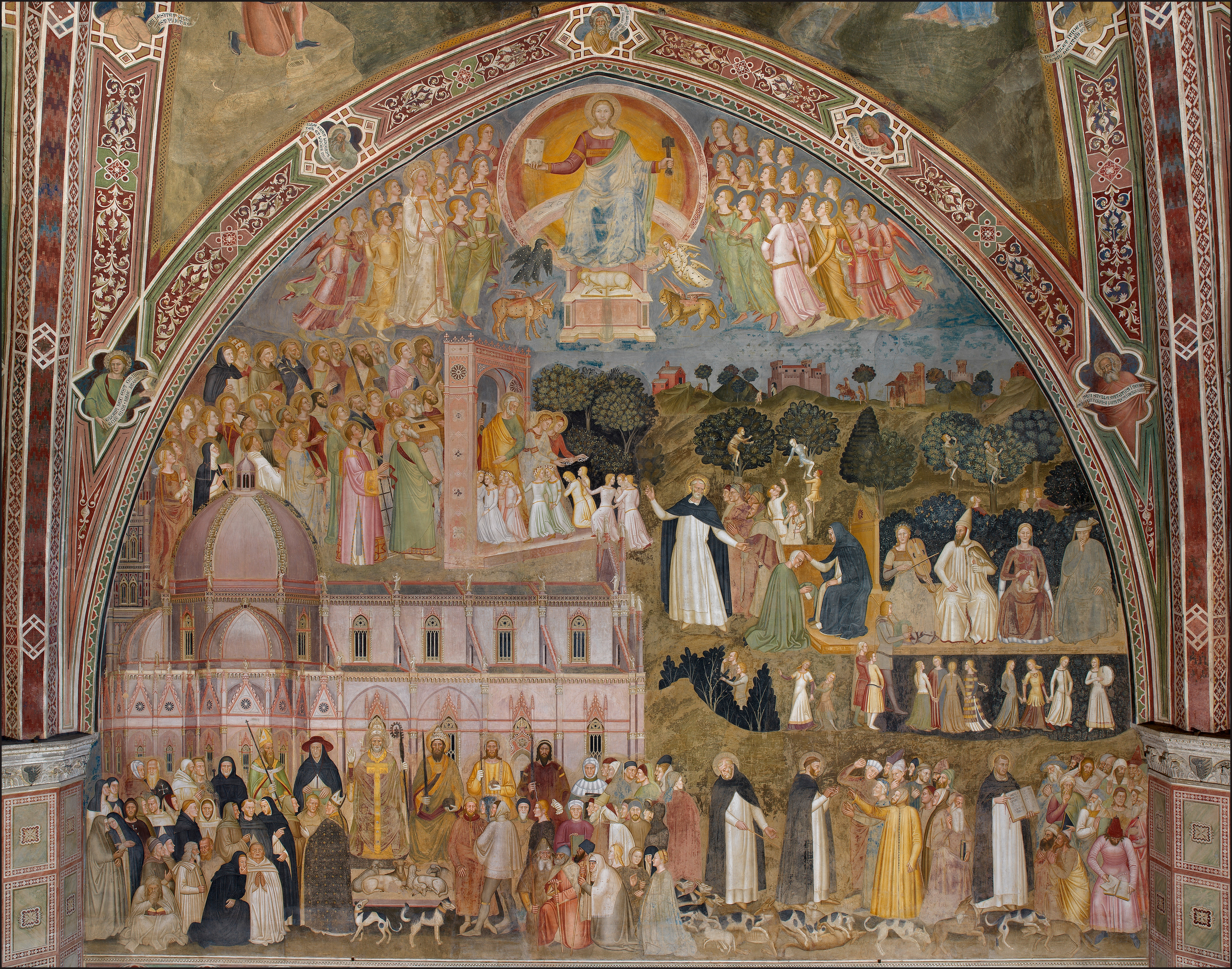
La Chiesa militante e trionfante

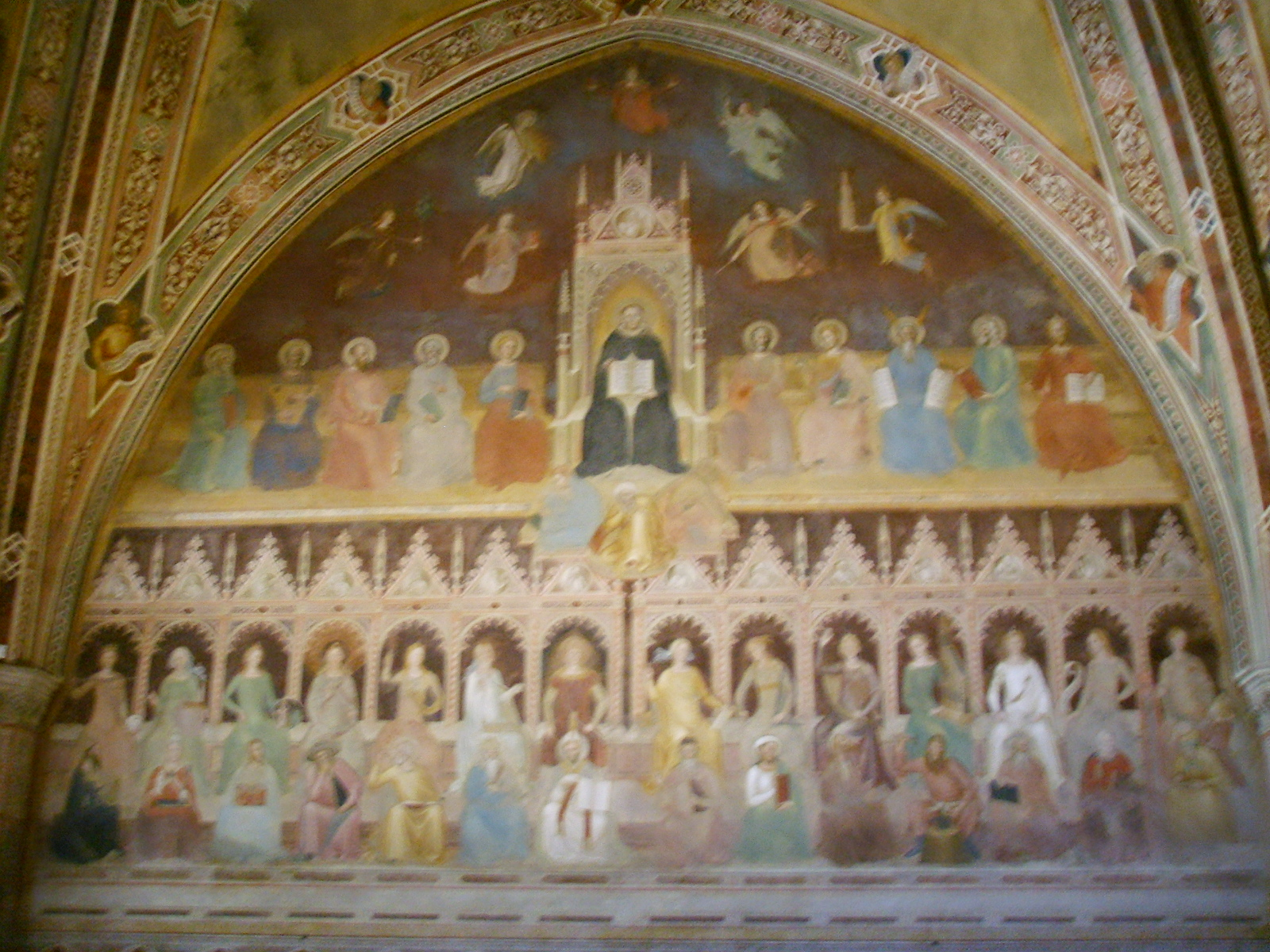
Trionfo di San Tommaso d'Aquino

Il tema del ciclo di affreschi è l'esaltazione dell'ordine domenicano, in particolare riguardo alla lotta dell'eresia per la salvezza della Cristianità.

#### La volta
Nelle quattro vele sono raffigurati la Navicella di san Pietro apostolo, la Resurrezione, l'Ascensione e la Pentecoste.

#### La Passione
Nella parete opposta all'entrata sono raffigurate in un unico spazio Scene della passione di Cristo, quali l'Andata al Calvario (a sinistra), la Crocifissione (al centro in alto), e la Discesa agli Inferi (a destra). 

#### Le storie di san Pietro da Verona
L'opposta parete d'ingresso, la più lacunosa, è decorata invece con scene della vita di san Pietro Martire, un domenicano vissuto circa un secolo prima, al tempo del fondatore Domenico di Guzmán. Per la sua attiva predicazione e lotta all'eresia catara visitò molte città compresa Firenze (dove per contenere tutta la folla che accorreva ad ascoltare le sue prediche fu necessario ampliare piazza Santa Maria Novella), finché non rimase ucciso in un agguato nelle foreste nei dintorni di Milano. 
Le scene ancora visibili riguardano la Vestizione (in alto a sinistra), la Predicazione (in alto a destra), il Martirio (in basso a sinistra), la Venerazione della sua tomba in Sant'Eustorgio a Milano e 'Guarigione post mortem della paralitica Agata (in basso ai lati del portale) e l'Apparizione post mortem a Rufino di Canapiccio malato (in basso a destra). La grossa fascia lacunosa che ha portato alla perdita di gran parte degli affreschi è dovuta anch'essa all'intervento di Cosimo I e sua moglie Eleonora di Toledo, quando fu allestita una tribuna per i fedeli della comunità spagnola.

#### La Via Veritas
Più famosi sono gli affreschi sulle due pareti laterali. A destra la Via Veritas, ovvero Chiesa militante e trionfante, una complessa allegoria enciclopedica del trionfo, opera e missione dei Domenicani. In basso a sinistra le autorità religiose sono in trono davanti a un modello di Santa Maria del Fiore, che curiosamente presenta già l'aspetto pressoché finale sebbene ancora nessuno sapesse come costruirne l'immensa cupola. Si pensa che l'aspetto dipinto sia quello secondo un modello approntato da alcuni artisti compreso il Bonaiuti nel 1367 e poi effettivamente realizzato, ma con altri capimastri. Tornando ai religiosi, la Chiesa "militante", al centro si notano le figure del papa (forse Benedetto XI) e dell'imperatore (forse Carlo IV), di un cardinale e un vescovo domenicani, e del re di Francia. Vicino ad essi altri religiosi e uomini e donne di ogni condizioni sociale, che rappresentano il gregge dei cristiani. Una tradizione vuole che vi siano ritratti personaggi dell'epoca: i pittori Cimabue e Giotto, gli architetti Arnolfo di Cambio e Lapo Tedesco, e infine i poeti Dante, Petrarca e Boccaccio ciascuno accompagnato dalla donna amata, rispettivamente Beatrice, Laura e Fiammetta; infine la beata domenicana Villana de' Botti, sepolta proprio in Santa Maria Novella.
Il "gregge" è custodito dai cani pezzati: i domini-canes, cioè i cani del Signore, come amavano autodefinirsi i domenicani stessi, il cui saio bianco e nero ricorda i colori degli animali. Più a destra è raffigurato l'Apostolato della Chiesa, ovvero una rappresentazione dell'opera di predicazione del vangelo e difesa dell'ortodossia. I santi Domenico, Pietro martire e Tommaso d'Aquino confutano infatti gli eretici e gli invitano ad abiurare mostrando loro i libri della Sapienza. Ai piedi di questa scena è rappresentato il medesimo tema in chiave allegorica: i cani che inseguono e sbranano i lupi e le volpi.
Nella parte superiore, sempre a destra, un gruppo di giovani sono spensieratamente presi dalla vita mondana, dedicandosi alla musica, al ballo e alla raccolta di frutti proibiti. Questo avviene ai piedi delle personificazioni di alcuni vizi quali la Superbia, con il falco, la Lussuria, con la scimmia, e l'Avarizia (l'uomo dalle vesti verdi). Meno chiaro appare il significato della figura che suona il violino a sinistra della Superbia: in essa Timothy Verdon ravvisa la personificazione del Piacere. In questo contesto di distrazione dalla Retta Via, un monaco domenicano in trono, più a sinistra, impartisce loro il sacramento della confessione, permettendo loro, grazie alla via mostrata da Domenico, ancora più a sinistra, di accedere al Paradiso. La porta del Paradiso è custodita da san Pietro e da angeli che incoronano le anime. Nella parte successiva si trova il paradiso dei beati, che guardano tutti al registro superiore dove si trova il Cristo in gloria, circondato dai simboli apocalittici e da cori angelici.

#### Il Trionfo di san Tommaso d'Aquino
Nella parete di sinistra invece si trova il Trionfo di san Tommaso d'Aquino, con il padre della scolastica, su un maestoso trono al centro della composizione, circondato dalle personificazioni volanti delle Virtù teologali (Fede, Speranza e Carità, in alto) e cardinali (Temperanza, Prudenza, Giustizia e Fortezza, in basso) e con ai piedi i grandi eretici sconfitti: Sabello o Nestore, Averroè e Ario. 
Accanto a lui si trovano gli autori biblici, da sinistra a destra, Giobbe, Davide, Paolo, gli evangelisti Marco, Giovanni, Matteo e Luca, Mosè, Isaia e Salomone.

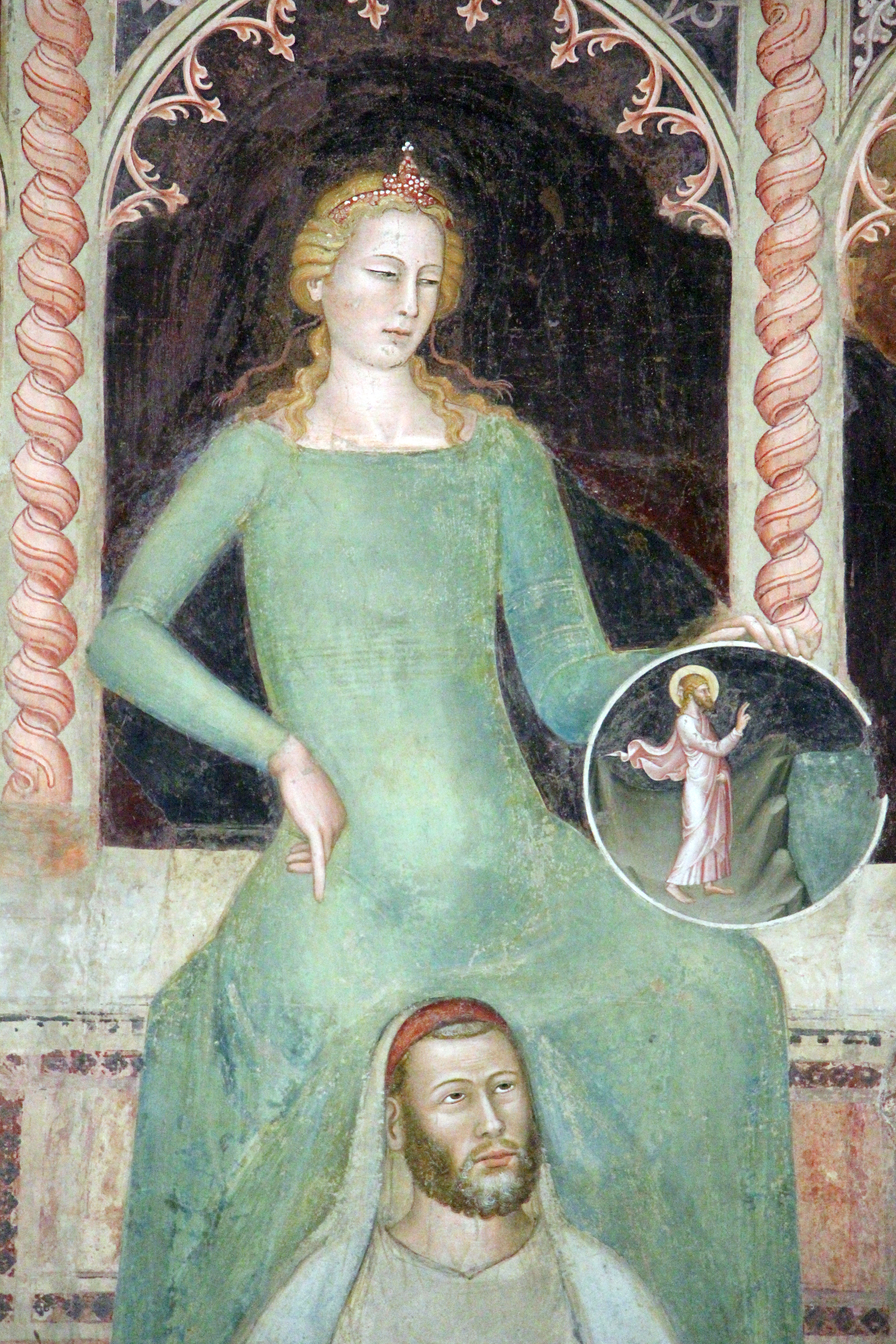
Allegoria della Filosofia, che sovrasta ed ispira Aristotele.

Nel registro inferiore si trovano quattordici stalli decorati, nei quali siedono le personificazioni muliebri delle sacre scienze (a sinistra) e delle arti liberali (a destra), ai piedi di ciascuna delle quali si trova un illustre rappresentante. Ciascuna di esse è protetta da un pianeta, secondo una tradizione pitagorica ripresa nel Medioevo da Michele Scoto, san Tommaso d'Aquino e Dante. Si allineano così da sinistra:
1. La Legge civile e Giustiniano
2. La Legge canonica e Clemente V
3. La Filosofia e Aristotele
4. La Sacra Scrittura e san Girolamo
5. La Teologia e san Giovanni Damasceno
6. La Contemplazione e san Dionigi Aeropagita
7. La Predicazione e sant'Agostino
8. L'Aritmetica e Pitagora
9. La Geometria e Euclide
10. L'Astronomia e Tolomeo (l'astronomo confuso, come al solito, col sovrano, infatti ha la corona)
11. La Musica e Tubalcain
12. La Dialettica e Pietro Ispano (in alto nel timpano Mercurio nelle vesti del dio babilonese Nabu, inventore della scrittura e protettore dei mestieri ad essa collegati)
13. La Retorica, col cartiglio, e Cicerone in abiti romani
14. La Grammatica, accompagnata da giovani scolari, e Prisciano di Cesarea

## Stile
Gli affreschi di Andrea di Bonaiuto sono emblematici del periodo della seconda metà del Trecento a Firenze, quando, per ragioni non ancora pienamente spiegate, l'arte mostrava segni di schematismo figurativo, di irrazionalità compositiva, di calo inventivo, prima della magnificenza tardo gotica, seguita con breve scarto dal Rinascimento. 
Andrea accantonò le conquiste formali di Giotto e della sua scuola, senza usare la prospettiva intuitiva e la disposizione realistica delle figure nello spazio, senza la vivida spiritualità di altri autori quali Giottino. Creò scene corali, affollate da un'umanità diversificata, con una ricca varietà di tipi, pose e atteggiamenti. 
Al pari però di altri artisti attivissimi all'epoca, quali Nardo di Cione e l'Orcagna, le rappresentazioni sono piuttosto statiche (si guardi alla rigida geometria del Trionfo di san Tommaso d'Aquino), l'individuazione dei personaggi è epidermica, la narrazione è più convenzionale, il gusto in generale è più arcaizzante. 
Un po' più di vivacità venne recuperata negli ultimi decenni del secolo da Agnolo Gaddi e Spinello Aretino, ma l'unico a Firenze in grado di sviluppare coerentemente l'eredità giottesca in quel periodo, a parte Giottino, fu Giovanni da Milano.